# Alstom TRAXX

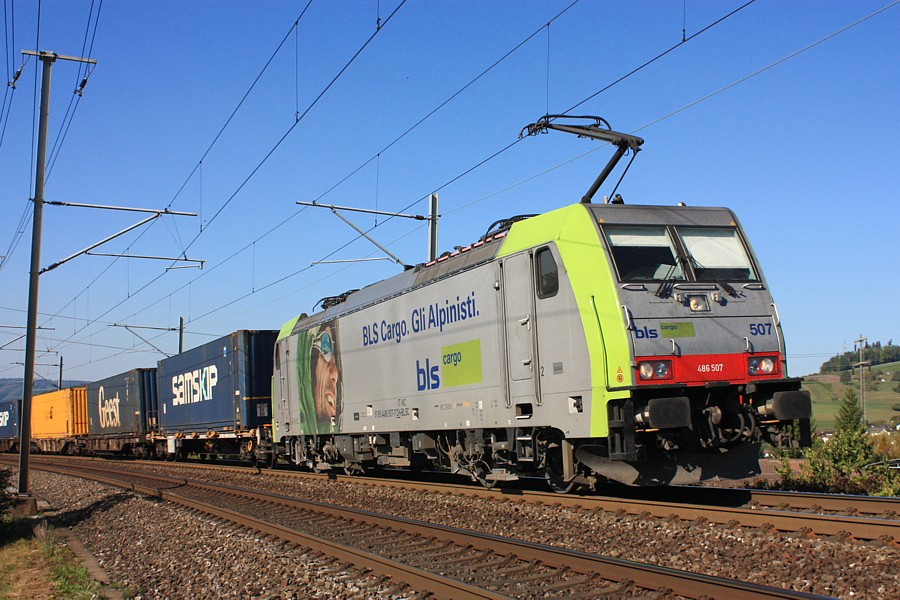
Lokomotiva typu TRAXX F140 MS

Alstom TRAXX (dříve Bombardier TRAXX) je název rodiny elektrických a motorových lokomotiv, které jsou vyráběny společností Alstom (a před jejím prodejem firmou Bombardier Transportation, resp. dříve Adtranz) v mnoha modifikacích. Montáž lokomotiv probíhá v závodech společnosti v Kasselu a Vado Ligure.

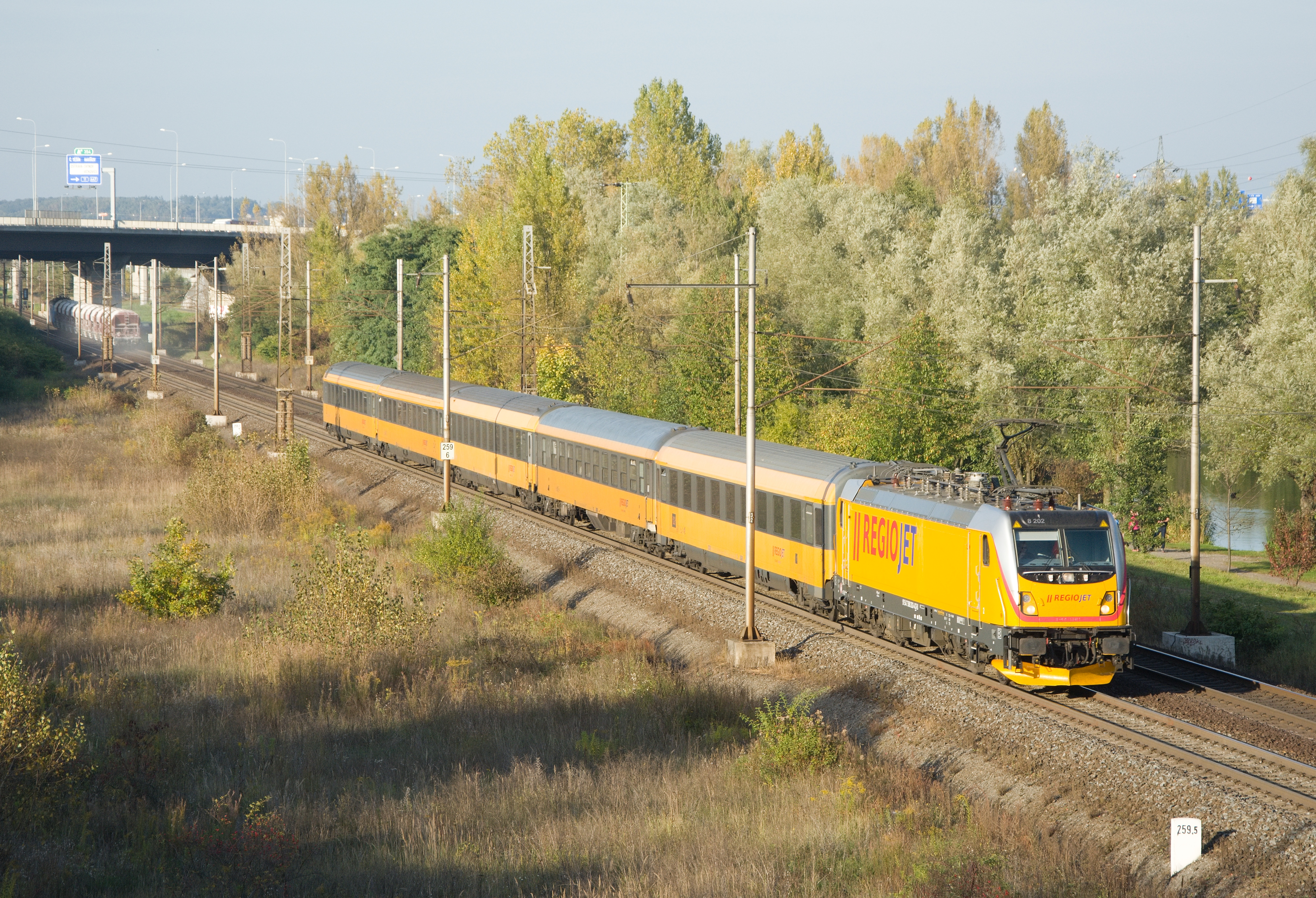
Lokomotiva řady 388.2 dopravce RegioJet

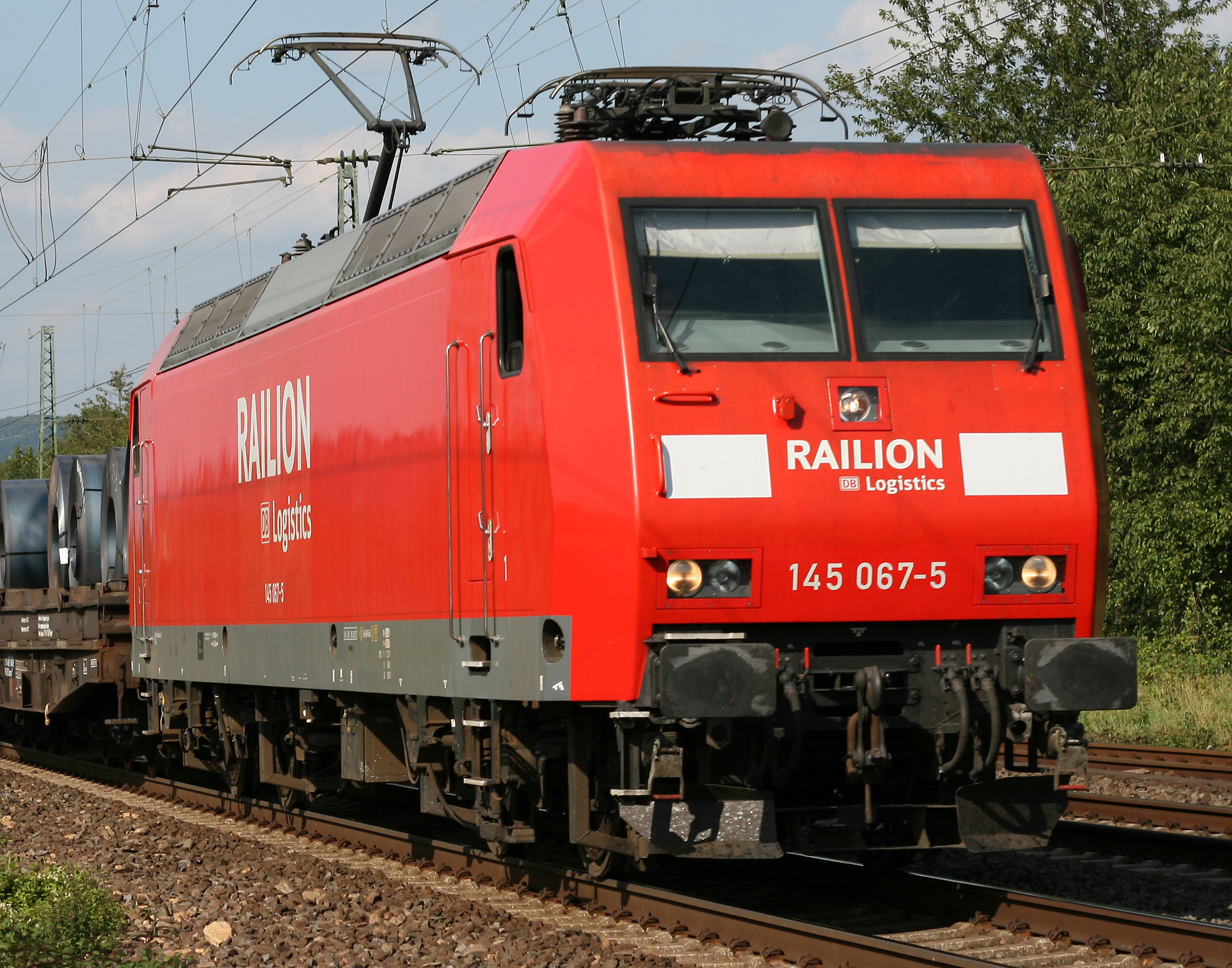
Lokomotiva německé řady 145

## Historie

### Předchůdci
Konstrukce lokomotiv TRAXX navazuje na platformu Eco2000 vytvořenou společností ABB-Henschel počátkem 90. let 20. století, kterou později převzala společnost Adtranz (po sloučení železničních divizí Daimler-Benz a ABB). Do této skupiny patří např. italské elektrické lokomotivy řad E405, E412 a E464. V roce 1997 pak Adtranz začal vyrábět střídavé elektrické lokomotivy německé řady 145, které lze považovat za první stroje z rodiny TRAXX, i když tehdy ještě nebyl uvedený název použit. Lokomotivy řady 145 pro DB Cargo začaly být vyráběny v závodě Berlin-Hennigsdorf (č. 145 001 až 010), ale další produkce již probíhala v Kasselu.

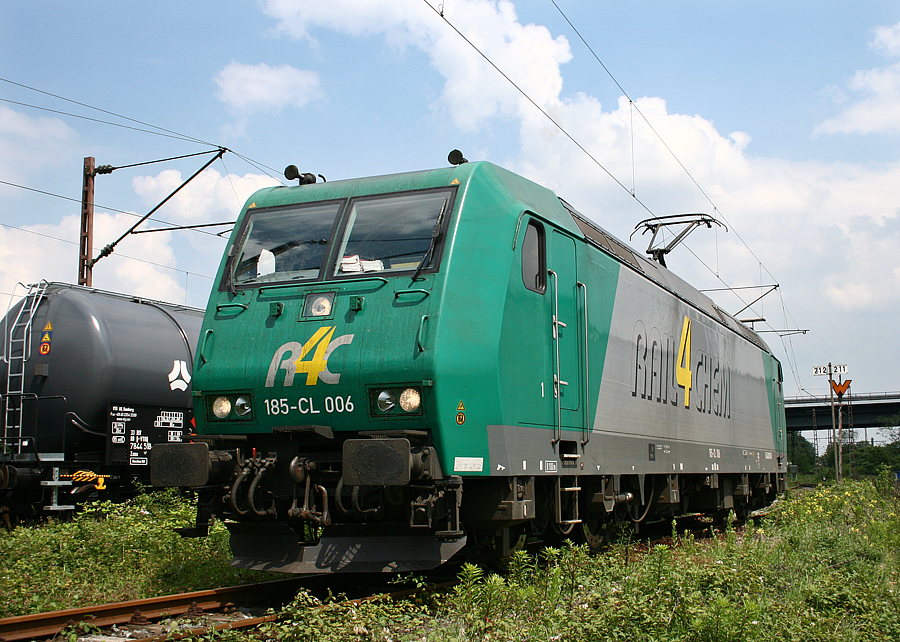
Lokomotiva řady 185 dopravce rail4chem

### TRAXX 1
V roce 1999 pak začala výroba dvoufrekvenčních (15 kV 16,7 Hz a 25 kV 50 Hz) lokomotiv, které byly později zpětně označeny jako TRAXX AC1. Jednalo se především o lokomotivy ve verzi F140 AC1 dodané pro dnešní DB Schenker Rail Deutschland jako řada 185 v počtu 200 kusů. Dále byly pro jiné dopravce a lokpooly dodávány tytéž lokomotivy v nákladní verzi F140 AC1 (v Německu řada 185, ve Švýcarsku Re482 a Re485) nebo osobních verzích P140 AC1 (lucemburská řada 4000) a P160 AC1 (německá řada 146).
Samotný název TRAXX byl společností Bombardier Transportation oficiálně představen v roce 2003. a jedná se o zkratku z anglického výrazu „Locomotives Platform for Transnational Railway
Applications with eXtreme fleXibility“.

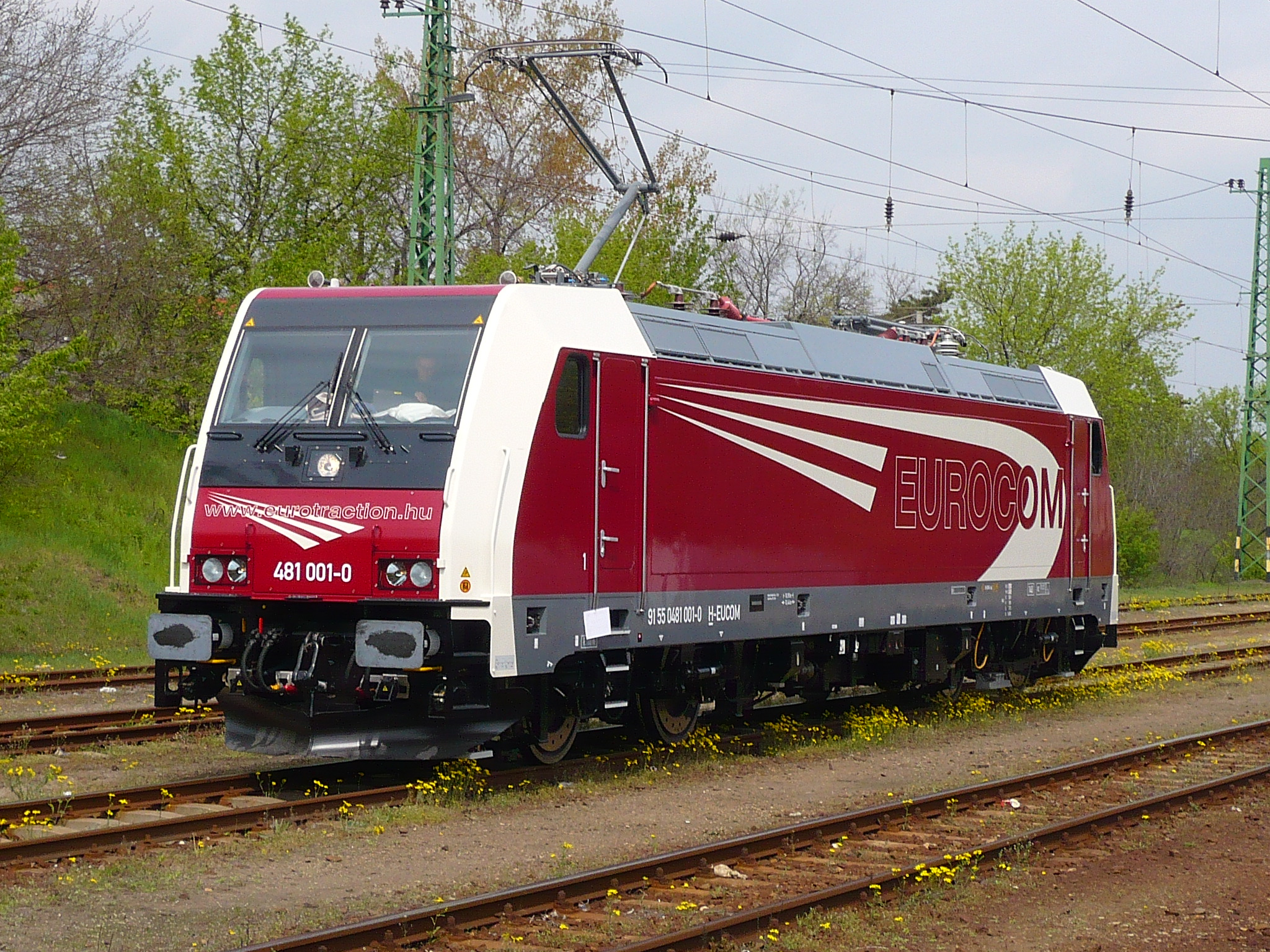
Lokomotiva maďarské řady 481

### TRAXX 2
V roce 2004 vyjely první lokomotivy další generace TRAXXů, tedy TRAXX 2. Tentokrát již nešlo jen o dvoufrekvenční stroje (TRAXX AC2), ale také o vícesystémové lokomotivy (TRAXX MS). Oproti starším vozidlům TRAXX 1 již stroje TRAXX 2 splňovaly nové požadavky norem TSI Crash na bezpečnost při čelním střetu. V případě dvoufrekvenčních lokomotiv šlo o verze pro nákladní dopravu F140 AC2 (v Německu řada 185.2, ve Švýcarsku Re482.2, v Maďarsku 481 a ve Švédsku 241, resp. Litt Re) a pro osobní dopravu P160 AC2 (německá řada 146.2 a maďarská řada 480).
Vícesystémové lokomotivy byly v této počáteční fázi dodávány pouze jako nákladní v počtu několika desítek kusů pro provoz mezi Švýcarskem a Itálií a odebrány byly dopravcem SBB Cargo (21 kusů) a lokpoolem MRCE Dispolok (5 kusů).

### TRAXX 2 Evolution
V srpnu 2006 byla představena lokomotiva E483 001, což byl první zástupce vylepšené verze platformy TRAXX 2, označované jako TRAXX 2 Evolution (TRAXX 2E). Příchod této platformy znamenal větší modularitu řešení, takže již výrobce začal nabízet čtyři základní verze: stejnosměrné elektrické lokomotivy (DC), střídavé elektrické lokomotivy (AC), vícesystémové elektrické lokomotivy (MS) a motorové (diesel-elektrické) lokomotivy (DE). Z těchto čtyř pilířů začaly být vyráběny jen tři (DC, MS, DE), neboť typ AC byl nadále nabízen v původní verzi F140 AC2.
Pilotním strojem rodiny TRAXX 2 Evolution byl výše zmíněný E483 001, který byl jako jediný kus ve stejnosměrném provedení vyroben v Kasselu, další již byly vyráběny v lokomotivce ve Vado Ligure. Tyto lokomotivy pro provoz na tratích napájených trakční soustavou 3 kV DC jsou vyráběny v nákladní verzi F140 DC pro dopravce v Itálii (řada E483), Španělsku (řada 253) a Polsku (řada E483, resp. 5170). Osobní verzi P160 DC pak odebral jako řadu EU47 pouze polský dopravce Koleje Mazowieckie.
Výroba podtypu MS byla zahájena na základě 26kusové objednávky lokpoolu Angel Trains Cargo z roku 2005. Tyto lokomotivy začaly být dodávány v roce 2007 jako německá řada 186. V následujících letech se rozhodly do nákupu těchto lokomotiv investovat i další leasingové společnosti jako CBRail, Railpool či Akiem, ale také přímo dopravci, např. Euro Cargo Rail společně s DB Schenker Rail, BLS Cargo (švýcarská řada Re 486), český intermodální operátor Metrans (česká řada 386), Lokomotion Gesellschaft für Schienentraktion a ve verzi pro F160 MS pro rychlost 160 km/h také Nederlandse Spoorwegen. Lokomotivy F140 MS si objednala také Veolia Transport, ale nakonec nebyly odebrány a skončily u jiných zákazníků.

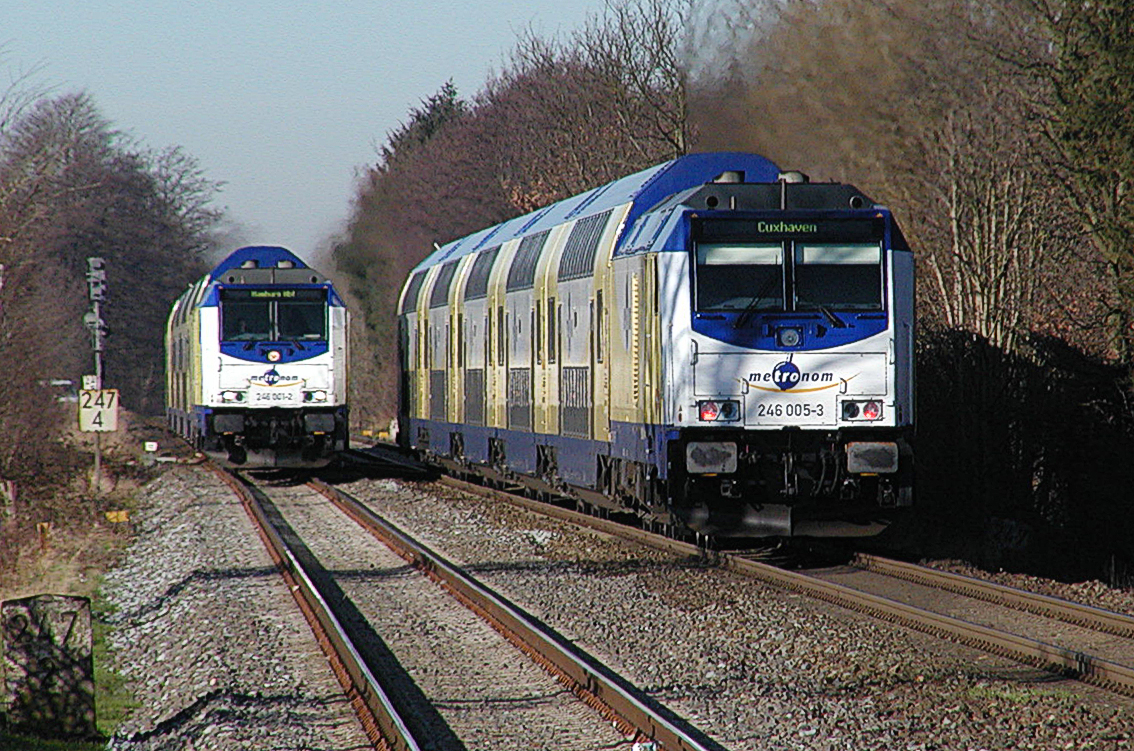
Osobní vlaky vedené stroji P160 DE

Dieselové verze byly zákazníkům dodávány rovněž ve verzích pro osobní dopravu (typ P160 DE) a nákladní dopravu (F140 DE), ale nejednalo se o velké série. 11 kusů lokomotiv P160 DE bylo dodáno německému dopravci Landesnahverkehrsgesellschaft Niedersachsen (řada 246), jiný zájemce pro tuto osobní verzi se dosud (2015) nenašel. Nákladní verzi F140 DE odebrala v počtu 10 kusů leasingová společnost CBRail, dopravce RheinCargo (5 kusů), Captrain Deutschland (3 kusy). Všechny tyto lokomotivy byly registrovány v Německu jako řada 285. 10 lokomotiv pak odebral polský dopravce Lotos Kolej, který ponechal německé označení BR285 a k tomu přibylo nejednoznačné polské řadové označení 365. Největší objednávka na stroje F140 DE přišla od francouzské společnosti SNCF Fret, která chtěla odebrat celkem 80 kusů (45 v první fázi). Později byly plány objednatele upraveny tak, že lokomotivy budou majetkem lokpoolu Akiem, který je stejně jako SNCF součástí skupiny Société nationale des chemins de fer français. Nakonec bylo vyrobeno jen 15 lokomotiv, které nebyly objednatelem odebrány a zůstaly tak majetkem Bombardier Transportation, který je nabízí k pronájmu či prodeji.

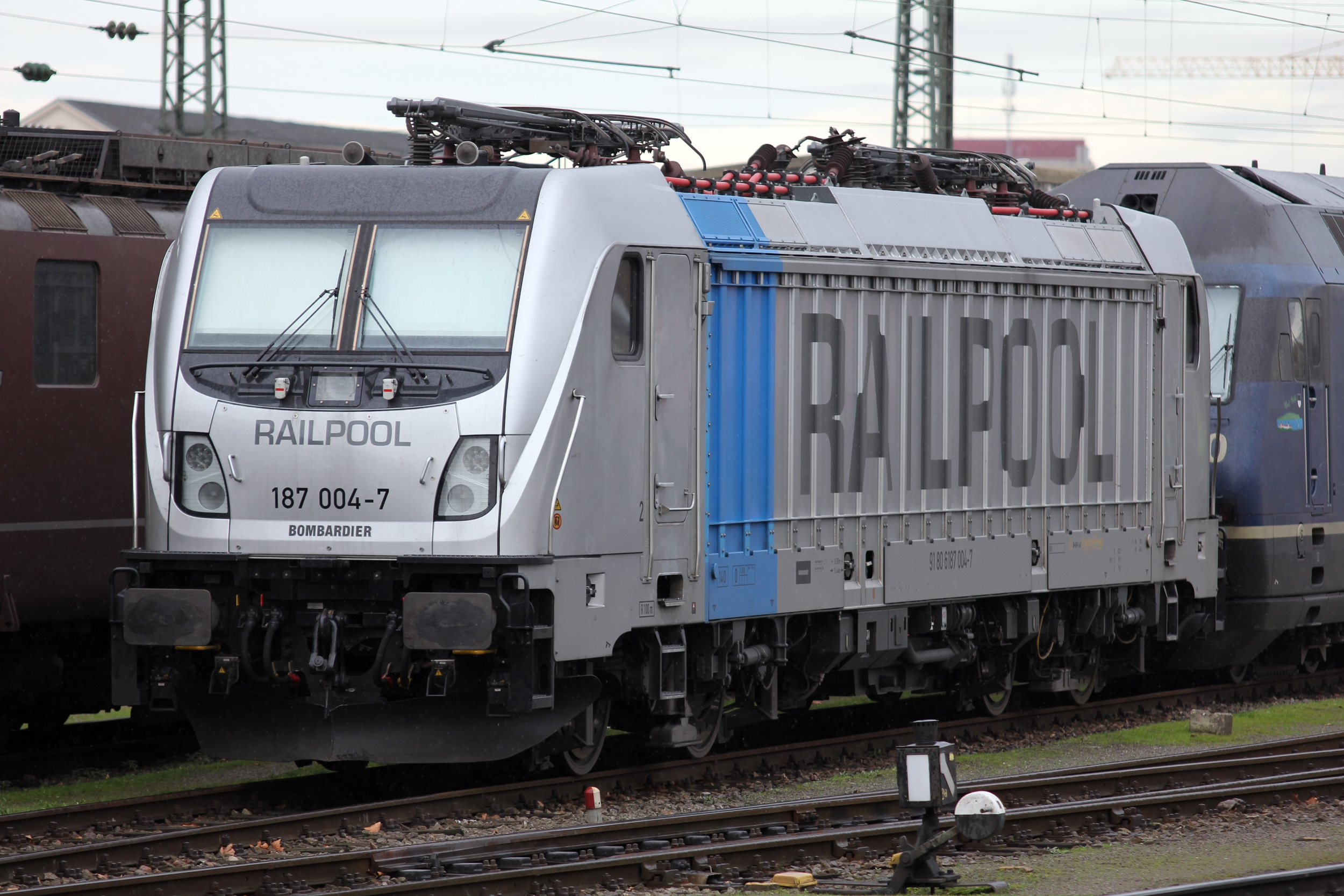
Lokomotiva typu TRAXX F140 AC3 LM

### TRAXX 3
Na úspěšný typ TRAXX AC2 navázalo v roce 2011 představení nové verze TRAXX AC3 Last Mile s inovovaným designem. Tyto dvoufrekvenční lokomotivy (15 kV 16,7 Hz a 25 kV 50 Hz AC) si zachovaly základní parametry TRAXXů druhé generace (jmenovitý výkon 5600 kW, tažná síla 300 kN) a nabízejí maximální rychlost dle požadavků zákazníka od 140 do 200 km/h). Novinkou je pomocný spalovací motor, který lokomotivě dodává výkon 180 kW na obvodu kol a tažnou sílu 300 kN při maximální rychlosti 50 km/h. Lokomotivy s tímto pomocným motorem tak umožňují přístavbu souprav na neelektrizovaných koncových úsecích tras nákladních vlaků, odtud vzniklo označení Last Mile (resp. plné označení TRAXX AC3 LM). Nabízena je samozřejmě i verze bez pomocného motoru s prostým označením TRAXX AC3. Vyvinuta byla i stejnosměrná verze (3 kV DC) s pomocným spalovacím motorem (DC LM). Pro testovací účely jezdí lokomotivy s německým označením 188 001 a 188 002. Jedná se o MS verze (Multisystem) a jsou také vybaveny modulem LastMile. Prozatím  probíhá testování.
Pro účely testů byly nejdříve v letech 2011-2012 vyrobeny tři lokomotivy ve verzi TRAXX F160 AC3 LM (tedy nákladní verze pro rychlost 160 km/h s pomocným spalovacím motorem), které byly zaaregistrovány v Německu jako řada 187 (konkrétně šlo tedy o stroje 187 001, 187 002 a 187 003). Tyto lokomotivy byly později prodány společnosti Railpool. Přímo pro tuto leasingovou společnost bylo v letech 2012-2013 vyrobeno pět stejných lokomotiv (ev. č. 004 až 008), celkem jich tedy Railpool vlastní osm (stav v roce 2015). Pokračováním řady byla v roce 2014 výroba strojů 187 009 a 187 010, které sice mají nátěr Deutsche Bahn, ale jednalo se o demonstrační lokomotivy výrobce s určením pro případný prodej. V roce 2013 si pak další čtyři kusy F160 AC3 LM objednal Akiem, do konce roku odebral první dva kusy, které jsou rovněž registrovány v Německu (187 011 a 187 012). V lednu 2015 pak byl dodán první stroj F160 AC3 LM registrovaný mimo Německo: jde o lokomotivu se švýcarským číslem 487 001 pro dopravce Swiss Rail Traffic.

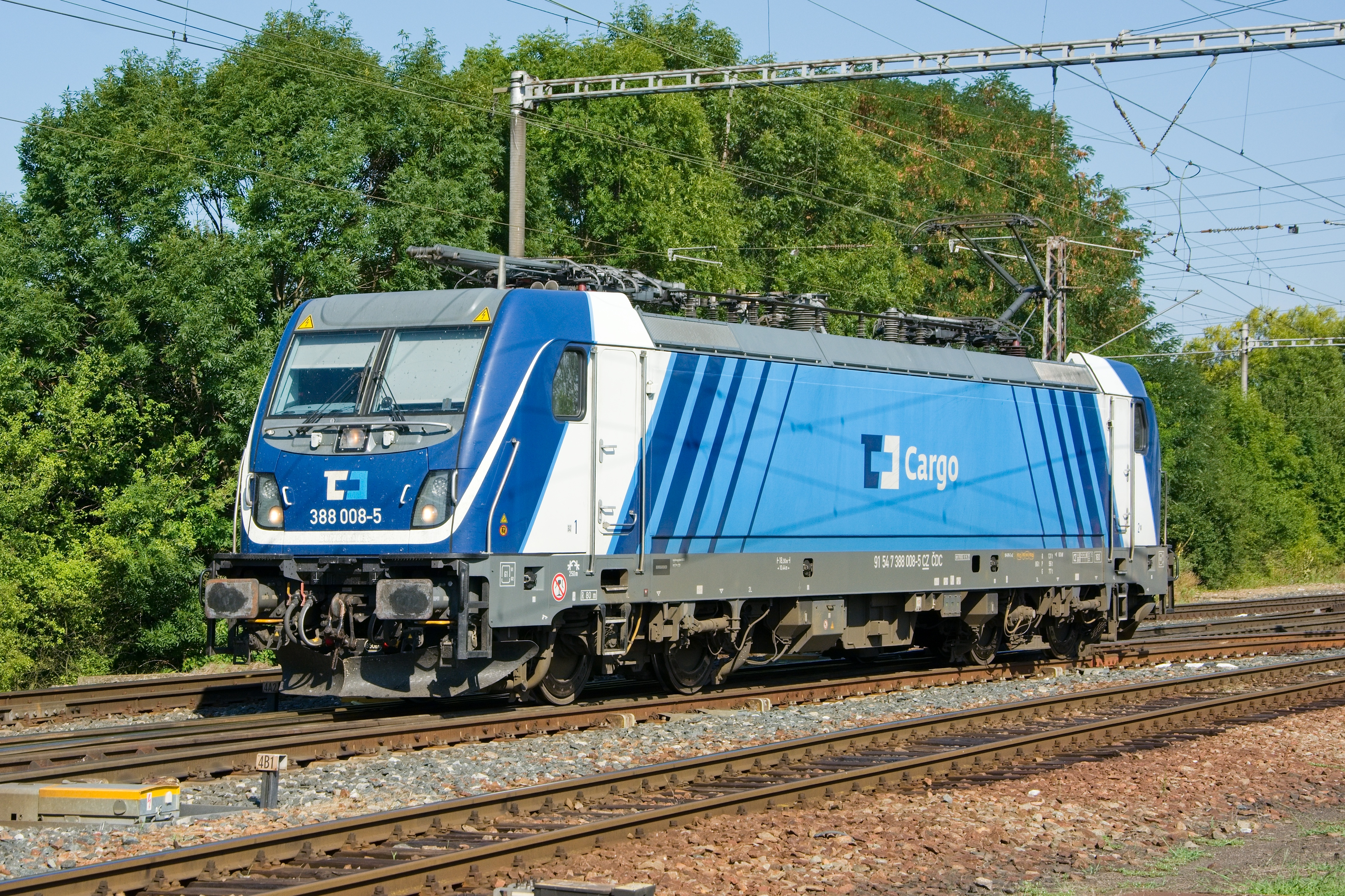
Lokomotiva řady 388 ČD Cargo

V roce 2014 pak byla zahájena výroba lokomotiv AC3 bez pomocného spalovacího motoru na základě rámcové smlouvy, která byla uzavřena na dodávku 450 kusů pro společnosti ze skupiny Deutsche Bahn s cílem nahradit v letech 2015 až 2023 starší lokomotivy německých řad 139, 140, 151 a 155. Jedná se především o lokomotivy typu TRAXX F160 AC3 pro DB Schenker Rail. Tato společnost si v roce 2013 objednala 110 kusů těchto lokomotiv, které nesou označení 187.1 (v roce 2014 byly dodány první dvě lokomotivy 187 101 a 187 102). Dále byla zahájena výroba 20kusové série verze TRAXX P160 AC3 pro DB Regio (německá řada 147), z níž byl první kus 147 001 dodán v závěru roku 2014.
Stroje TRAXX 3 F160 MS jsou v ČR označeny jako řada 388. V dubnu 2023 provozovalo ČD Cargo sérii 16 kusů, dalších 18 lokomotiv měl také RegioJet.
Lokomotivy pro rychlost 200 km/h byly k roku 2024 objednány společnostmi Regiojet a Société nationale des chemins de fer belges (SNCB/NMBS), ale zatím nebyly výrobcem dodány.